# 13. Landwehr-Division (Deutsches Kaiserreich)
Die 13. Landwehr-Division war ein Großverband der Preußischen Armee im Ersten Weltkrieg.

## Gliederung

### Kriegsgliederung vom 25. Mai 1915
- 60. Landwehr-Infanterie-Brigade
  - Landwehr-Infanterie-Regiment Nr. 60
  - Landwehr-Infanterie-Regiment Nr. 71
- 61. Reserve-Infanterie-Brigade
  - Reserve-Infanterie-Regiment Nr. 60
  - Landsturm-Infanterie-Regiment Nr. 115
    - Festungs-MG-Zug Nr. 8
- Kavallerie-Ersatz-Abteilung/XIV. Armee-Korps
- 1. Landsturm-Eskadron/XIV. Armee-Korps
- Ersatz-Abteilung/1. Großherzoglich Hessisches Feldartillerie-Regiment Nr. 25
- Ersatz-Abteilung/Straßburger Feldartillerie-Regiment Nr. 84
- Stab 2. Königlich Sächsisches Fußartillerie-Regiment Nr. 19
  - Landwehr-Fußartillerie-Bataillon Nr. 18
  - 1. Batterie/Reserve-Fußartillerie-Regiment Nr. 10
- 1. Landwehr-Pionier-Kompanie/X. Armee-Korps
- 1. Landwehr-Pionier-Kompanie/XV. Armee-Korps

### Kriegsgliederung vom 29. März 1918
- 60. Landwehr-Infanterie-Brigade
  - Landwehr-Infanterie-Regiment Nr. 15
  - Landwehr-Infanterie-Regiment Nr. 60
  - Landwehr-Infanterie-Regiment Nr. 82
  - 5. Eskadron/Magdeburgisches Dragoner-Regiment Nr. 6
- Artillerie-Kommandeur Nr. 245
  - Landwehr-Feldartillerie-Regiment Nr. 13
- Pionier-Bataillon Nr. 413
- Divisions-Nachrichten-Kommandeur Nr. 513

## Geschichte
Die Division wurde am 17. Mai 1915 an der Westfront zusammengestellt und kam ausschließlich dort zum Einsatz. Nach Kriegsende marschierte der Verband in die Heimat zurück, wo zunächst die Demobilisierung und schließlich die Auflösung der Division im Januar 1919 erfolgte.

### Gefechtskalender

#### 1915
- ab 31. Mai --- Stellungskämpfe in Lothringen

#### 1916
- Stellungskämpfe in Lothringen

#### 1917
- bis 10. Februar --- Stellungskämpfe in Lothringen
- 11. Februar bis 5. April --- Stellungskämpfe an der Aisne
- 6. April bis 12. Mai --- Stellungskämpfe vor Verdun
- 12. Mai bis 20. Juni --- Kämpfe vor der Siegfriedfront
- 21. Juni bis 31. Dezember --- Kämpfe in der Siegfriedstellung

#### 1918
- 1. Januar bis 20. März --- Stellungskämpfe bei St. Quentin und an der Oise
- 21. bis 25. März --- Große Schlacht in Frankreich
- 25. März bis 26. Mai --- Stellungskämpfe nördlich der Ailette
- 27. Mai --- Erstürmung der Höhen des Chemin des Dames
- 27. Mai bis 13. Juni --- Schlacht bei Soissons und Reims
- 19. Juni bis 11. September --- Stellungskämpfe zwischen Maas und Mosel
- 12. bis 14. September --- Ausweichkämpfe im Mihiel-Bogen
- 15. September bis 10. Oktober --- Stellungskämpfe in der Woëvre-Ebene und westlich der Mosel
- 10. Oktober bis 11. November --- Stellungskämpfe in der Woëvre-Ebene
- ab 12. November --- Rückmarsch durch Lothringen, die Rheinprovinzen und die Pfalz

#### 1919
- bis 4. Januar --- Rückmarsch durch Lothringen, die Rheinprovinzen und die Pfalz

## Kommandeure
| Dienstgrad             | Name                | Datum                                 |
| ---------------------- | ------------------- | ------------------------------------- |
| Generalleutnant        | Hermann Heidborn    | 9. Mai bis 18. August 1915            |
| Generalmajor           | William Balck       | 19. August 1915 bis 4. September 1916 |
| Generalleutnant        | Hermann Heidborn    | 5. September 1916 bis 17. Mai 1917    |
| Generalleutnant        | Paul Liebeskind     | 18. bis 23. Mai 1917                  |
| Generalmajor           | Hermann Rumschöttel | 23. Mai bis 20. August 1917           |
| General der Infanterie | Georg von Gayl      | 20. August 1917 bis 2. Dezember 1918  |
| Generalmajor           | Kurt Wilcke         | 3. Dezember 1918 bis 16. Januar 1919  |